# Rang (hiërarchie)
De rang van een persoon, object of ander begrip is de algemene term voor de positie die ingenomen wordt binnen een hiërarchische structuur of boomstructuur. Soms wordt het begrip op dezelfde manier gebruikt als sociale klasse, ook wordt het gebruikt in de context van een bedrijf, vereniging of in het leger.